# Die Steppenreiter von Texas
Die Steppenreiter von Texas (Originaltitel: Tumbleweeds) ist ein US-amerikanischer Stummfilmwestern aus dem Jahr 1925 von King Baggot mit William S. Hart und Barbara Bedford in den Hauptrollen. Das Drehbuch basiert auf einer Originalstory von Hal G. Evarts.

## Handlung
1889 wird das Cherokee Outlet für Siedler geöffnet. Don Carver, einer der selbsternannten „Tumbleweeds“ und Vorarbeiter der Box-K-Ranch, verliert seinen Job. Er lernt Molly Lassiter kennen und verliebt sich in sie. Sie gehört zu einer der vielen Siedlerfamilien, die sich in Caldwell in Kansas zur Landnahme versammelt haben, wohin sich auch Don und sein Frend Kentucky Rose begeben.
Don beschließt, sich für ein Stück Land anzumelden und hofft, den Standort des Box-K-Ranchhauses zu beanspruchen, das die Wasserversorgung für den Strip kontrolliert. Mollys böser Halbbruder Noll und Bill Freel, Dons Rivale um Mollys Hand, verschwören sich, um Don als Betrüger verhaften zu lassen, als er versucht, einige streunende Rinder im Strip zusammenzutreiben. Don bricht aus, um sich dem Ansturm anzuschließen, aber als er ankommt, findet er Noll und Freel bereits im Ranchhaus vor. Don vertreibt sie, und Polizisten kommen und verhaften die beiden als Betrüger. Molly willigt schließlich ein, Dons Frau zu werden.

## Hintergrund
Der Film war der letzte Filmauftritt des bekannten Westernstars William S. Hart. Der Film wurde 1939 neu aufgelegt. Hart erschien damals in einem neuen Prolog mit gesprochenem Text, in dem er kurz über seine Filmkarriere reflektierte. Der Prolog zur Neuauflage war Harts letzter Auftritt vor einer Kamera.

## Veröffentlichung
Die Premiere des Films fand am 20. Dezember 1925 in New York statt. In der Bundesrepublik Deutschland wurde er am 25. April 2019 auf DVD veröffentlicht.

## Kritiken
Der Filmkritiken-Aggregator Rotten Tomatoes hat in einer Auswertung von acht Kritiken eine Zustimmungsrate von 100 Prozent errechnet. Das Publikumsergebnis hat sich bei 55 Prozent positiver Bewertungen eingependelt.
Mordaunt Hall von der The New York Times befand, Hart betone Carvers ganze Rechtschaffenheit, seine geistige Geschicklichkeit und körperliche Stärke: durch eine ruckartige Bewegung, einen verräterischen Mund, einen bedrohlichen Blick oder eine gut geschnallte Taille und gut vorgestreckte Brust.
Sidne Silverman schrieb in der Variety, der Film markiere Bill Harts Rückkehr auf die Leinwand nach seiner langen Pause in der Filmbranche. Es sei eine willkommene Rückkehr. Bill Hart sei auf der Leinwand immer noch der Westen und hier sehe man ihn unter einem neuen Banner, einem neuen Hut und auf einem neuen Pferd.